# オオバノボタン
オオバノボタン（学名：Miconia calvescens）は、フトモモ目・ノボタン科に分類される常緑低木の一種。

## 分布
メキシコや南アメリカを原産地とする 。ハワイ諸島やポリネシアなどの熱帯地域に外来種として定着している。

## 特徴
常緑低木で、高さ15mほどまで生長する。和名のとおり葉は巨大で葉脈が目立ち、対生する。小さな白い花をたくさん咲かせる。
自然林、植林地、市街地、川岸、沿岸、湿地などさまざまな環境に生育する。

## 外来種問題
観葉植物として世界各地に導入され栽培されたが、野生化し問題となっている。とくに熱帯雨林では、希少な植物の生育を脅かすほどの群落を形成する。
こうした悪影響が問題視され、本種は国際自然保護連合によって世界の侵略的外来種ワースト100に選定されている。駆除も実施されており、引き抜きや薬剤が用いられている。
日本には定着していないものの、外来生物法によって要注意外来生物に指定されている。